# Sucha Przehyba Sielnicka
Sucha Przehyba (słow. Sucha priehyba, sedlo pod Homôľkou, sedlo pod Suchým vrchom, 1451 m) – przełęcz w słowackich Tatrach Zachodnich, pomiędzy Ostrą (1703 m) a Suchym Wierchem (1477 m). Znajduje się w zachodniej grani Ostrej, która oddziela główny ciąg Doliny Suchej Sielnickiej od jej odnogi – Doliny Guniowej. Północne stoki Suchej Przehyby opadają do Doliny Suchej, południowe do Żlebu pod Suchy Wierch (Żlebu pod Gomułką), który jest odnogą Doliny Guniowej. Różne nazwy słowackie dla tej przełęczy i schodzącego spod niej żlebu pochodzą od tego, że Suchy Wierch czasami nazywany jest Gomółką. Sucha Przehyba stanowi najdogodniejsze przejście od Doliny Guniowej do Doliny Suchej. Dawniej istniały ścieżki prowadzące na tę przełęcz z Przedwrocia i Siwej Przehyby. Obecnie jednak jest to zamknięty dla turystów obszar ochrony ścisłej Dolina Sucha.